# 路嗣恭
路嗣恭（710年—780年），初名路剑客，字懿范，得到唐玄宗赐名“嗣恭”。京兆郡三原县（今陕西省三原县）人。唐朝时期大臣、宰相。

## 生平
门荫入仕，起家邺县县尉，贤明有才能。先后担任萧关县（宁夏固原）、武威县（甘肃武威郡郡治）县令，政绩考核天下第一，得到唐玄宗赐名“嗣恭”，迁渭南县令。
安史之乱后，授检校工部尚书、御史大夫、灵州大都督府长史，充关内副元帅郭子仪副使，后为郭子仪朔方节度使留后。当时朔方军大将、御史中丞孙守亮手握重兵，骄横傲慢，不受节制，路嗣恭立地将其斩首，一军为之震惊，树立军中威信。
永泰二年，授检校刑部尚书，管理尚书省事务。因得罪宰相元载，出任江西观察使、江西节度使。路嗣恭为政恭敬谨慎，善于理财赋税，同时刚直不阿，敢于反抗宰相元载的势力，杖死宦官鱼朝恩的罪党贾明观。
大历八年（公元773年），岭南哥舒晃反叛，五岭大乱。诏令路嗣恭兼岭南节度使，封冀国公，就近平定叛乱。路嗣恭招募敢死之士8000人，让孟瑶率大军大张旗鼓从正面进攻，同时派遣敬冕率一支轻装部队由间道深入敌后，出其不意地斩杀了哥舒晃部众万余人，筑其尸为京观，平定了叛乱。因功拜检校兵部尚书，处理尚书省事务。
路嗣恭久居边地，不得重用，贿赂宰相杨炎，才叙录前功，正授兵部尚书，任为东都留守，不久加怀郑汝陕四州、河阳三城节度使及东畿观察使。
唐德宗即位，交好宰相杨炎，授兵部尚书、东都留守，河阳节度使，治理河南地区。建中元年（780），去世，终年七十一岁，追赠尚书左仆射。

## 家族[3]
- 高祖：路彩，北周夏州刺史。
- 曾祖：路兖，隋朝兵部侍郎，閺乡公。
- 高祖：路文升，秦州刺史，宣城县公。
- 祖父：路元哲，榆次县令。
- 父：路太一，太原县令。
  - 长子：路应，宣州观察使。
  - 次子：路恕，太子詹事，右散骑常侍。
    - 孙：路异，兖州刺史
      - 曾孙：路楷，司农卿。

  - 三子：路凭，侍御史。

## 延伸阅读
[在维基数据编辑]
 在维基文库阅读此作者作品
 《舊唐書·卷122》，出自刘昫《舊唐書》
 《新唐書/卷138》，出自《新唐書》